# Блеон
Блеон (фр. Bléone) је река у Француској. Дуга је 68 km. Улива се у Диранс. 